# Istapirrodina
L'istapirrodina è un farmaco antistaminico H1 etilendiamminico con proprietà anticolinergiche. L'anello pirrolidinico conferisce alla molecola una ridotta tossicità che ne fa un farmaco spesso impiegato in pediatria.